# Fluorkyuygenit
Das Mineral Fluorkyuygenit ist ein selten vorkommendes Oxid aus der Mayenit-Obergruppe mit der Endgliedzusammensetzung Ca12Al14O32[(H2O)4F2]. Es kristallisiert mit kubischer Symmetrie mit der Struktur von Chlormayenit.
Fluorkyuygenit entwickelt nur sehr kleine, farblose Kristalle von unter 0,1 mm Größe. Die Kristalle zeigen gut ausgebildete Flächen des Triakistetraeder {211}.
Gebildet wird Fluorkyuygenit bei niedrigen Druck und hohen Temperaturen bei der Umwandlung von calciumreichen Sedimenten durch ein fluor- und wasserreiches Fluid.

## Etymologie und Geschichte
Seit Beginn des 20. Jahrhunderts ist ein kubisches Calciumaluminat bekannt, für das damals die Zusammensetzung 5CaO * 3Al2O3 angegeben wurde. Da Calciumaluminate wichtige Verbindungen von Zementklinkern sind, wurden sie seither intensiv untersucht.
Die Struktur dieser Verbindung wurde 1936 von W. Büssem und A. Eitel am Kaiser-Wilhelm-Institut für Silikatforschung in Berlin-Dahlem aufgeklärt. Im Zuge der Strukturaufklärung korrigierten sie die Zusammensetzung zu 12CaO * 7Al2O3, C12A7 in der Zementchemischen Notation.
Die ersten Funde eines natürlichen, kubischen Calciumaluminats wurden 1963 von L. Heller in einem Sprurritfels im Nalhal-Ayalon-Aufschluss der Hatrurim-Formation in Israel gemacht. Es ist ein gängiges Mineral in vielen Aufschlüssen der pyromethamorphen Hatrurim-Formation.
Als neues Mineral beschrieben wurde es ein Jahr später von Gerhard Hentschel zusammen mit Brownmillerit in Kalksteineinschlüssen aus Laven des Ettringer Bellerberges mit der Zusammensetzung Ca12Al14O33. Er benannte das neue Mineral nach der nahegelegenen Stadt Mayen Mayenit.
Das Fluoranalog von Mayenit, die Verbindung 11CaO * 7Al2O3 * CaF2, wurde 1973 von P. P. Williams vom D.S.I.R in Petone, Neuseeland, synthetisiert und die Struktur untersucht.
Im Zuge der Neudefinition der Mayenit-Obergruppe seit 2010 wurden Mayenite verschiedener Fundorte erneut untersucht. Alle natürlich vorkommenden Mayenite enthalten Fluor oder Chlor, und die von Hentschel angegebene Zusammensetzung konnte in keinem Fall bestätigt werden. Mayenit wurde daraufhin als Mineralname verworfen, neue Namen eingeführt und neue Minerale der Mayenitgruppe entdeckt, darunter auch Fluorkyuygenit:
- Chlormayenit für Mayenite mit der Zusammensetzung Ca12Al14O32[□4Cl2], z. B. vom Ettringer Bellerberg[11]
- Chlorkyuygenit für hydratisierten Chlormayenit (Ca12Al14O32[(H2O)4Cl2])[12]
- Fluormayenit für Mayenite mit der Zusammensetzung Ca12Al14O32[□4F2], z. B. vom Jebel Harmun der Hatrurim-Formation in Palästina[3]
- Fluorkyuygenit für hydratisierten Fluormayenit (Ca12Al14O32[(H2O)4F2])[3]

## Klassifikation
In der strukturellen Klassifikation der International Mineralogical Association (IMA) gehört Fluorkyuygenit zusammen mit Chlormayenit, Chlorkyuygenit und Fluormayenit in der Mayenit-Obergruppe zur Mayenitgruppe mit weniger als 4 Cl und 2 Si pro Formeleinheit.
Da der Fluorkyuygenit erst 2013 als eigenständiges Mineral anerkannt wurde, ist er weder in der zuletzt 1977 überarbeiteten 8. Auflage der Mineralsystematik nach Strunz noch in der bis 2009 von der IMA aktualisierten 9. Auflage der Strunz’schen Mineralsystematik verzeichnet.
Im zuletzt 2018 überarbeiteten und aktualisierten Lapis-Mineralienverzeichnis nach Stefan Weiß, das sich aus Rücksicht auf private Sammler und institutionelle Sammlungen noch nach dieser alten Form der Systematik von Karl Hugo Strunz richtet, erhielt das Mineral die System- und Mineral-Nr. IV/A.07-045. In der „Lapis-Systematik“ entspricht dies der Klasse der „Oxide und Hydroxide“ und dort der Abteilung „Oxide mit dem Stoffmengenverhältnis Metall : Sauerstoff = 1 : 1 und 2 : 1 (M2O, MO)“, wo Fluorkyuygenit zusammen mit Bitikleit, Brownmillerit, Chlormayenit, Chlorkyuygenit, Dzhuluit, Elbrusit, Fluormayenit, Shulamitit, Srebrodolskit, Tululit und Usturit die unbenannte Gruppe IV/A.07 bildet.
Auch die vorwiegend im englischen Sprachraum gebräuchliche Systematik der Minerale nach Dana führt den Fluorkyuygenit noch nicht auf. Er würde zusammen mit Mayenit in die unbenannte Gruppe 07.11.03 der Abteilung der „Mehrfachen Oxide“ eingruppiert werden.

## Chemismus
Fluorkyuygenit mit der Endgliedzusammensetzung [X]Ca12[T]Al3+14O32[W][(H2O)4F2] ist das Fluor-Analog von Chlorkyuygenit ([X]Ca12[T]Al3+14O32[W][(H2O)4Cl2]) sowie das H2O-Analog von Fluormayenit ([X]Ca12[T]Al3+14O32[W][□4F2]), wobei [X], [T] und [W] die Positionen in der Mayenitstruktur sind und □ (Leerstelle) für eine unbesetzte Gitterposition steht.
Die empirische Zusammensetzung aus der Typlokalität ist
- [X]Ca12,034[T](Al13,344Fe3+0,398Si0,224)O32[W][(H2O)3,810F1,894(OH)0,296□0,110][3]

Die Abweichungen von der idealen Zusammensetzung gehen im Wesentlichen auf zwei Mischkristallreihen zurück. Zum einen wird Fe3+ auf den [T]-Positionen eingebaut, entsprechend der Austauschreaktion
- [T]Al = [T]Fe3+ (hypothetisches Fe-Analog von Fluorkyuygenit),

zum anderen führt die Mischung mit dem hypothetischen (OH)- Analog [X]Ca12[T]Al3+14O32[W][(H2O)4(OH)2] zum Einbau von OH-Gruppen auf der [W]-Position entsprechend der Austauschreaktion
- [W]F− = [W](OH)−.[3]

Die geringen Si-Gehalte zusammen mit leicht erhöhten Gehalten einwertiger Ionen auf der [W]-Position sprechen für eine Mischkristallbildung mit einem hypothetischen Fluor- oder OH-Analog von Wadalit.
- [T]Al3+ + [W]□ = [T]Si4+ + [W](OH,F)−

## Kristallstruktur
Fluorkyuygenit kristallisiert mit kubischer Symmetrie der Raumgruppe I43d (Raumgruppen-Nr. 220) mit 2 Formeleinheiten pro Elementarzelle. Der natürliche Mischkristall aus der Typlokalität hat dem Gitterparameter a = 11,966 Å.
Die Struktur ist die von Chlormayenit. Aluminium (Al3+) besetzt die zwei tetraedrisch von 4 Sauerstoffionen umgebenen Z-Positionen. Sie bilden ein Tetraedergerüst, das miteinander verbundene Käfige umschließt. Jeder dieser Käfige ist mit zwei Calcium (Ca2+)- Ionen besetzt, die von 6 Sauerstoffen unregelmäßig umgeben sind. In ihrem Zentrum zwischen den Calciumionen enthalten 1/3 der Käfige ein Fluorion (F−), die übrigen 4 [W]-Positionen enthalten H2O.

## Bildung und Fundorte
Fluorkyuygenit bildet sich pyrometamorph bei niedrigen Druck und hohen Temperaturen bei der Umwandlung von calciumreichen Sedimenten durch ein fluorreiches, wässiges Fluid oder bei der Hydratation von Fluormayenit durch ein wasserreiche Fluid.
Fluorkyuygenit ist bislang (2018) nur in seiner Typlokalität, dem Hatrurim-Becken südöstlich der Stadt Arad in der Wüste Negev, Israel, nachgewiesen worden. Er tritt hier im Kontakt mit Larnit, Spinell, Oldhamit und Shulamitit auf. Weitere Begleitminerale sind Ye’elimit, Fluorapatit, Magnesioferrit, Periklas, Brownmillerit und den retrograd gebildeten Mineralen Portlandit, Hämatit, Hillebrandit, Afwillit, Foshagit, Katoit und Hydrocalumit.